# Мурзін Даян Баянович
Даян Баянович Мурзін  (тат. Dayan Fatqolbayan uğlı Murzin, Даян Фатколбаян улы Мурзин; 20 січня 1921, с. Старі Баликли (нині Бакалинський район), Уфимська губернія — 9 лютого 2012, Уфа) — учасник Другої світової війни і руху Опору.

## Біографія

### Довоєнні роки
Народився 20 січня 1921 року в с. Старі Баликли. Закінчив школу з відзнакою. За національністю татарин. До війни закінчив Кушнаренковське педагогічне училище. Працював сільським вчителем в селі Старі Баликли. Працював директором Тактагуловської неповної середньої школи.

### Військова підготовка. Початок війни
У травні 1941 року закінчив Ризьке військове училище, служив помічником командира взводу в 10-й стрілецькій дивізії Прибалтійського військового округу.
На фронті з 22 червня 1941 року. Воював у складі 10-ї стрілецької дивізії на посаді командира взводу; командира взводу розвідки та командира роти розвідки в Ямпільському партизанському загоні «За Батьківщину», що входив до складу партизанського з'єднання С. А. Ковпака.

### Агентурна робота в з'єднаннях СС та ін.
З серпня 1942 по серпень 1943 року діяв як агент у 1-й штабній роті Туркестанського легіону. У 1943 році на підпільній роботі на Донбасі у м. Сталіно (нині — Донецьк). В результаті його роботи кілька підрозділів Туркестанського легіону і легіону «Ідель-Урал» перейшли на бік Червоної Армії.
У грудні 1943 року з групою розвідників в Молдавії організував партизанський загін імені В. М. Молотова; воював на території Вінницької та Одеської областей України, в Молдавії до квітня 1944 року. У 1944 році навчався у Спеціальній школі розвідників партизанського руху України. У серпні 1944 року в складі групи словацько-чеських розвідників закинутий в Словаччину для організації партизанського руху. Тут був начальником штабу партизанського загону, потім командиром інтернаціональної партизанської бригади імені Яна Жижки (був відомий під прізвиськом «Чорний генерал»). Воював на території Моравії та Чехії аж до 9 травня 1945 року.

### Повоєнні роки
Познайомився зі своєю дружиною в партизанському загоні. Вона була радисткою, прожили все життя разом. Після війни працював у відділі народної освіти Бакалинського району Башкирської АРСР.
Після закінчення Казанської юридичної школи і Всесоюзного юридичного заочного інституту був помічником прокурора Абзеліловського району, помічником прокурора міста Стерлітамака.
У 1955—1960 роках — старший слідчий, начальник відділу з нагляду за законністю в місцях позбавлення волі прокуратури Башкирської АРСР.
З 1961 по 1962 рік був заступником міністра внутрішніх справ з кадрів. У 1962—1969 роках — знову на посаді начальника відділу з нагляду за законністю в місцях позбавлення волі прокуратури Башкирської АРСР.
З 1969 по 1986 рік — голова Башкирської республіканської колегії адвокатів, з 1987 по 1990 рік— директор Музею інтернаціональної дружби.
З 1989 року — член президії ради ветеранів війни, праці, збройних сил та правоохоронних органів Республіки Башкортостан.

## Смерть
Помер 10 лютого 2012 року в Уфі. Прощання та похорон відбулися 13 лютого 2012 року.

## Нагороди
- Усього отримав 86 орденів і медалей
- 2 ордени Червоного Прапора (1942, 1969)
- 2 ордени Червоної Зірки (1943, 1954)
- орден Вітчизняної війни 1-го ступеня (1955)
- медаль «Партизану Великої Вітчизняної війни» 1-го ступеня (1945)
- орден «Військовий хрест» 1-го ступеня (Чехословаччина) (1945)
- Золота зірка за свободу ЧССР (1968)
- орден і медаль Партизанської війни 1-го і 2-го ступеня (Чехословаччина) (1944)
- 12 медалей СРСР, 13 медалей інших країн
- срібний меч та іменну зброю від муніципалітету м. Злін (Чехословаччина) (1945)
- до 90-х років вулиця Майора Мурзіна м. Злін[6].
- споруджено бронзовий пам'ятник Д. Б. Мурзіну (за життя) в місті Готвальдові

## Звання
- Герой
- Заслужений юрист РРФСР (1972)
- Почесний громадянин 16 міст Чехії і Словаччини.
- Почесний громадянин м. Уфи